# Ставропольський край
Ставропольський край — суб'єкт Російської Федерації.
- Межує з Ростовською областю, Краснодарським краєм, Калмикією, Дагестаном, Чеченською, Кабардино-Балкарською, Карачаєво-Черкеською республіками.
- Край входить до складу Північно-Кавказького економічного району і федерального округу
- Крайовий центр — місто Ставрополь
- Відстань від Ставрополя до Москви — 1198 км
- Площа 66 160 км²
- Населення — 2701,2 тис. осіб (2006) (2735,1 — 2002)
- Густота населення 41 oc/км² (2006), питома вага міського населення — 56,5% (2006)

Губернатор — Владіміров Володимир Володимирович.

## Географія
Розташований у центральній частині Передкавказзя й на північному схилі Великого Кавказу. Ставропольський край простягнувся на 285 км із півночі на південь і на 370 км із заходу на схід.

### Рельєф, геологія й корисні копалини
Більша частина території Ставропольського краю зайнята Ставропольською височиною, що переходить на сході в Терсько-Кумську низовину (Ногайський степ). На півночі височина зливається з Кумо-Маницькою западиною. У смузі передгір'їв виділяється район Кавказьких Мінеральних Вод з горами-лаколітами, висотою до 1401 м (г. Бештау).
Корисні копалини — природний газ, нафта, поліметали (що містять уран), будівельні матеріали. Найвідоміші родовища: газу — Севєро-Ставропольсько-Пелагіадінське (запаси близько 229 млрд м³) і Сенгілеєвське; газового конденсату — Мірненське й Расшеватське; нафти — Прасковейське.
Високий потенціал геотермальних вод краю, розвідано чотири значних родовища: Казьмінське, Георгіївське, Терсько-Галюгаєвське й Ніжне-Зеленчукське з загальним дебітом в 12 тис. м³/сут.
Запаси будівельної сировини на кінець 1990-х: глин для виробництва цегли й черепиці — 90 млн м, керамзиту — 12 млн м³, силікатних виробів — 125 млн м³, піщано-гравійних матеріалів — 290 млн м³, будівельного каменю — 170 млн м³, стекла — 4,6 млн т.
Особливе багатство краю — мінеральні лікувальні води. На 2000-ий використовується близько 1370 м³/добу, що становить тільки 10% від потенціалу.

### Клімат
Клімат помірно континентальний. Середня температура січня −5°С (у горах до −10°С), липня від +22 до +25°С (у горах до +14°С). Опадів випадає: на рівнині 300–500 мм на рік, у передгір'ях — понад 600 мм. Тривалість вегетаційного періоду — 180–185 днів. На території краю діють 13 метеорологічних станцій Росгідромету.

### Гідрографія
Основні річки — Кубань, Кума з Подкумком, Золка та ін., Калаус, Єгорлик, Великий Зеленчук, Кура, Манич. Озера нечисленні: Тамбуканське озеро (із запасами лікувальної грязі), частина озера Манич-Гудило, озеро Цаган-Хак та ін.
Річки й скидні канали регіону мають значний енергетичний потенціал, реалізованим на 2000-і роки в розмірі до 750 млн квт г/рік

### Ґрунти
Ставропольський край розташований, в основному, у степовій і напівпустельних зонах. Ґрунти головним чином чорноземні (південні й предкавказькі) і світлокаштанові.
Переважають різнотравно-злакові й злакові степи, на сході й північному сході — полинно-злакова рослинність із солонцями й солончаками.

### Рослинність
На високих ділянках Ставропольської височини — масиви широколистих дубово-грабових лісів (ділянки лісостепу). У степу живуть гризуни (ховрахи, полівки, хом'яки, тушканчики й ін.), зустрічаються їжак, ласка, лисиця, вовк. У плавнях Куми — очеретяний кіт і кабан. На озерах і болотах багато водоплавного птаха.

### Державні пам'ятки природи крайового значення
15 вересня 1961 року прийнято постанову про присвоєння статусу державного пам'ятника природи крайового значення: Дубовому лісу на Прикалауських висотах, печері «Кам'яні сараї», урочищу «Семистожки», буковому лісу на Воровськоліських висотах (Чумацький ліс), Георгіївському піщаному кар'єру, озеру Пташине, долині річки Кубань у станиці Барсуковській, Біломечетьському піщаному кар'єру, Кармаліновському піщаному кар'єру, Баталінському мінеральному джерелу, Баталінський печері, ділянкам тису ягідного в Бекешівському і Боргустанському лісництвах, скелям «Броненосець» і «Міноносець», буковій ділянці на горі Стрижамент, Лопатинській лісовій дачі, Кам'яному хаосу на північному схилі гори Стрижамент, смузі скель і сповзлих брил середньосарматського вапняку у верхів'ях балки Татарки, Четвертій балці, Косякінському піщаному кар'єру, Лермонтовській скелі, Лермонтовському водоспаду, групі скель «Червоні камені», «Кільце-горі», Пятигорському великому провалу, горам: Машук, Дубровка, Бештау, Гостра, Кабанка, Медова, Залізна, Развалка, Брик, Куцай, Верблюд, Кинджал, Кокуртли, Змійка, Лиса, Золотий Курган, Джуца, Бик, Юца, Шолудива.

## Історія
Під час Української революції 1917–1921 років Ставропілля входило до складу Кубанської Народної Республіки (де-юре, після об'єднання Кубані з УНР, входила до складу України[джерело?]), Ставропільської Радянської Республіки, Півдня Росії.
Ставропольський край був утворений 13 лютого 1924 із назвою Південно-Східна область. З 16 жовтня 1924 мав назву Північно-Кавказький край, з 17 березня 1937 — Орджонікідзевський край, з 12 січня 1943 — Ставропольський край.

## 1-і секретарі Орджонікідзевського—Ставропольського крайового комітету ВКП(б)/КПРС
- 1937—1938 — Сергеєв Костянтин Максимович
- 1938—1939 — Гончаров Дмитро Георгійович
- 1939—1944 — Суслов Михайло Андрійович
- 1944—1946 — Орлов Олександр Леонідович
- 1946—1956 — Бойцов Іван Павлович
- 1956—1960 — Лебедєв Іван Кононович
- 1960—1960 — Бєляєв Микола Ілліч
- 1960—1963 — Кулаков Федір Давидович
- 1963—1964 (сільський) — Кулаков Федір Давидович
- 1963—1964 (промисловий) — Босенко Микола Васильович
- 1964—1970 — Єфремов Леонід Миколайович
- 1970—1978 — Горбачов Михайло Сергійович
- 1978—1985 — Мураховський Всеволод Серафимович
- 1985—1991 — Болдирєв Іван Сергійович

## Голови виконавчого комітету Орджонікідзевської—Ставропольської крайових рад
- 1937—1937 — Розіт Альфред Ріхардович, в.о.
- 1937—1938 — Кушнарьов Веніамін Михайлович, в.о.
- 1938—1938 — Козлов Георгій Васильович
- 1939—1944 — Шадрін Василь Автономович
- 1944—1952 — Баранов Олексій Олексійович
- 1952—1956 — Прошунін Микола Емануїлович
- 1956—1960 — Кротков Євген Сергійович
- 1960—1961 — Манякін Сергій Йосипович
- 1961—1962 — Попов Дмитро Петрович
- 1962—1964 (сільський) — Попов Дмитро Петрович
- 1962—1964 (промисловий) — Дахно Костянтин Петрович
- 1964—1968 — Попов Дмитро Петрович
- 1968—1973 — Босенко Микола Васильович
- 1973—1990 — Таранов Іван Тихонович
- 1990—1991 — Травов Василь Павлович

## Населення
Чисельність населення Ставропольського краю на початку 2013 р. становила 2 790 785 осіб. Густота населення 42,2 осіб/км². Міське населення — 57,6%, сільське — 42,4%

### Національний склад населення
Більшість населення краю становлять росіяни — 80,1%. Традиційно великі в краї етнічні громади вірменів (5,8%), греків (1,2%) і українців (1,1%). В останні десятиліття зростає кількість дагестанських народів, особливо даргінців — 1,8%. Ногайці (0,8%) та туркмени (0,5%), що проживають на сході й північному сході, є нащадками кочового населення краю дослов'янської колонізації. У деяких поселеннях у передгірних районах корінним населенням є осетини, кабардинці та карачаєвці.
| Національність                                           | чисельність в 2010 році, тис. | збільшення/зменшення чисельн. насел. порівняно з 2002 |
| -------------------------------------------------------- | ----------------------------- | ----------------------------------------------------- |
| Росіяни                                                  | 2 232 153 (80,1%)             | ▲ 0,0%                                                |
| Вірмени                                                  | 161 324 (5,8%)                | ▲ 8,1%                                                |
| Даргінці                                                 | 49 302 (1,8%)                 | ▲ 22,6%                                               |
| Греки                                                    | 33 573 (1,2%)                 | ▼ 1,5%                                                |
| Цигани                                                   | 30 879 (1,1%)                 | ▲ 61,7%                                               |
| Українці                                                 | 30 373 (1,1%)                 | ▼ 33,8%                                               |
| Ногайці                                                  | 22 006 (0,8%)                 | ▲ 6,4%                                                |
| Азербайджанці                                            | 17 800 (0,6%)                 | ▲ 18,1%                                               |
| Карачаєвці                                               | 15 598 (0,6%)                 | ▲ 3,0%                                                |
| Туркмени                                                 | 15 048 (0,5%)                 | ▲ 8,0%                                                |
| Чеченці                                                  | 11 980 (0,4%)                 | ▼ 9,3%                                                |
| Татари                                                   | 11 795 (0,4%)                 | ▼ 9,2%                                                |
| Турки                                                    | 10 419 (0,4%)                 | ▲ 39,2%                                               |
| показані національності з чисельністю більше 10 000 осіб |                               |                                                       |

|         |  |         |  |                      |  |                          |  |
| Росіяни |  | Вірмени |  | Мусульманські народи |  | в т.ч.північно-кавказькі |  |

## Адміністративний поділ
До складу краю входять 26 районів, 10 міст крайового підпорядкування, 10 міст районного підпорядкування, 18 робочих і курортних селищ.
- Александровський район
- Андроповський район
- Апанасенковський район
- Арзгірський район
- Благодарненський район
- Будьонівський район
- Георгієвський район
- Грачевський район
- Ізобільненський район
- Іпатовський район
- Кіровський район
- Кочубеївський район
- Красногвардійський район
- Курський район
- Левокумський район
- Мінераловодський район
- Нефтекумський район
- Новоалександровський район
- Новоселицький район
- Петровський район
- Предгірний район
- Совєтський район
- Степновський район
- Труновський район
- Туркменський район
- Шпаковський район

## Економіка
- Внутрішній валовий продукт: 147,0 млрд руб. (2005)
- ВВП на душу населення: 54 200 руб. (2005)
- Річний видобуток нафти й конденсату: 1997 р. — 847 тис. тон, 2006 р. — близько 1 млн т.
- Річний видобуток попутного газу: 2006 — близько 130 млн м³.
- Річний видобуток природного газу: 1997 р. — близько 350 млн м³, 2006 — близько 320 млн м³.
- Річне виробництво зерна: 2000 р. — 4 000 тис. тон, 2005 р. — 6 900 тис. т., 2006 р. — 6 380 тис. т.

### Промисловість
Основні галузі промисловості — машинобудування (електротехнічне устаткування, верстати, прилади, автокрани, автопричепи), електроенергетика, видобуток і переробка нафти й газу, харчова (виноробна, жироолійна й консервна в Георгієвську, цукрова в Ставрополі), хімічна (мінеральні добрива в Невіномиську, оргсинтез у Будьонівську), будівельних матеріалів (скляна в Мінеральних Водах), легка (вовняна в Невіномиську, шкіряна в Будьонівську), меблева, мікробіологічна (Ставрополь).

### Енергетика
Найбільші об'єкти:
- Ставропольська ГРЕС — 2400 МВТ, 9 млрд квтг (2004)
- Невіномиська ГРЕС — 1290 МВТ, 6,064 млрд квтг (2006)
- Кубанська ГЕС-3 — 87 МВТ, 0,193 млрд квтг (середньорічна)
- Кубанська ГЕС-4 — 78 МВТ, 0,183 млрд квтг (середньорічна)
- Єгорлицька ГЕС — 30 МВТ, 0,112 млрд квтг (середньорічна)
- Кисловодська ТЭЦ — 26 МВТ

Повна встановлена потужність становить 4208 Мвт. 

Сумарне виробництво електроенергії всіма станціями досягає рівня 18 млрд квтг/рік.

Обсяг виробництва теплової енергії на рік становить близько 11 млн Гкал. 

Споживання енергоресурсів на 2006 рік: Природний газ — 10 млрд м³, нафтопродукти — більше 1,2 млн т.

### Сільське господарство
Спеціалізується на вирощуванні зерна й соняшника. Провідна роль у тваринництві належить скотарству, тонкорунному вівчарству. Широко розвинене садівництво, виноградарство, птахівництво, свинарство, бджільництво.
Сільське господарство — одна з найважливіших галузей економіки краю, у якій зайнято понад 156 тисяч осіб. У Ставропольському краї функціонують 1010 господарюючих суб'єктів різних форм власності, що взаємодіють з Мінсільгоспом Росії й Мінсільгоспом краю. У їхньому числі товарним сільгоспвиробництвом займаються 500 сільськогосподарських організацій, 14,1 тисяч селянських (фермерських) господарств, 406,9 тисяч особистих підсобних господарств.
Обсяг виробництва сільгосппродукції у всіх категоріях господарств склав 27,4 млрд рублів або 117,5% до відповідного до рівня 2002 року.
За три роки досягнуто стабільного приросту валової продукції сільського господарства. При цьому нарощування виробництва відбувається як у галузі рослинництва, так і тваринництва. Зростання виробництва відбувається не тільки в сільгосппідприємствах, але й у всіх категоріях господарств. У Ставропольському краї 2001–2002 роки зібрані рекордні врожаї зернових. При цьому частка продовольчого зерна становить 82%. Це один із найкращих результатів у Російській Федерації.
Попри те, що виробництво зернових є основним напрямком у землеробстві і його частка у виторзі становить 72%, у краї виробляються значні обсяги технічних культур. Стабілізувалося в краї виробництво молока й м'яса, товарного яйця й ставкової риби. На підйомі перебуває птахівництво й свинарство. Нарощування обсягів виробництва основних видів тваринницької продукції забезпечується за рахунок росту продуктивності сільгосптварин і птиці. Це дозволило краю вийти на друге місце в Росії за темпами зростання виробництва товарного яйця.
У 2000–2003 рр. частка рентабельно працюючих господарств підтримується на рівні 70-65% (по Росії — 47-54%). Рентабельність сільськогосподарського виробництва перебуває на рівні 22-16% (по Росії — 7-9%).

## Транспорт

### Залізничний
Основна залізниця — ділянка Армавір — Невіномиськ — Мінеральні Води — Прохладний двоколійної електрифікованої магістралі Москва — Ростов-на-Дону — Баку з одноколійними тепловозними відгалуженнями на Усть-Джегуту й Будьонівськ, а також двоколійною електрифікованою гілкою на Кисловодськ.
Крім того через Ставрополь і Світлоград прокладена одноколійна тепловозна лінія від станції Кавказька на Елісту з відгалуженням на Будьонівськ.
Найбільші локомотивні депо: Ставрополь, Світлоград, Невіномиськ і Мінеральні Води.

### Автомобільний
Основна автомобільна дорога М29 «Кавказ» що проходить через Невіномиськ, Мінеральні Води й П'ятигорськ, з підхідними дорогами на Ставрополь і далі на Елісту; на Черкеськ; на Кисловодськ; через Георгієвськ, через Зеленокумськ і Будьонівськ на Нєфтєгорськ і далі в Дагестан і Калмикію.
Основні автомобільні вузли: Невіномиськ і П'ятигорськ.

### Авіаційний
Основні авіаперевезення здійснюються через міжнародні аеропорти:
- Ставрополь (Шпаковське) перебуває за 12 кілометрів на північний схід від Ставрополя
- Мінеральні Води, є портом приписки авіакомпанії Кавмінводиавіа

Крім них діє аеропорт міста П'ятигорськ.

### Трубопровідний
У регіоні дуже густа й протяжна мережа промислових і магістральних трубопроводів:
- Нафтопровід Каспійського трубопровідного консорціуму перекачує більше 30 млн т нафти на рік на чорноморські термінали
- Північно-Кавказький нафтопровід Баку — Махачкала — Малгобек — Тихорєцьк із примиканням гілки на НПС Комсомольська (Калмикія)
- Газопровід «Північний Кавказ — Центр»
- Від міста Рясний починається газопровід «Блакитний потік» робочою потужністю в 7,5 млрд м³ (2006)
- Продуктопровід Моздок — Ростов-на-Дону з відводами на Ставрополь і Будьонівськ
- Густа мережа промислових нафто-, газо- і продуктопроводів, споживчих газопроводів

### Електротранспорт
По території регіону проходить магістральна лінія електропередачі 500 кВ Волгодонська АЕС — Ставропольська ГРЕС — Інгурська ГЕС.
Найбільша підстанція регіону розташована в Будьонівську (500 кВ) єднальна системи північного Кавказу й Дагестану з Волгодонською АЕС.

## Наука, освіта й культура
Серед наукових установ виділяються:
- Північно-Кавказький НДПІ природних газів
- НДІ комплексного використання молока

Основні представники системи освіти:
- Ставропольський державний університет
- Північно-Кавказький державний технічний університет
- Ставропольський державний аграрний університет
- Ставропольська державна медична академія
- П'ятигорський державний лінгвістичний університет
- П'ятигорська державна фармацевтична академія
- П'ятигорський державний технологічний університет

## Курорти
Кавказькі Мінеральні Води — найбільший курортний регіон Російської Федерації, який по багатству, різноманітності, кількості й цінності мінеральних вод і лікувальному бруду не має аналогів у всій Євразії. Лікувальні властивості тутешніх мінеральних джерел були здавна знайомі місцевому населенню. Про це розповідають і легенди, де правда вигадливо переплітається з поетичною вигадкою. Відгомін такої легенди втримується й у назві однієї з популярних тутешніх мінеральних вод — нарзані. На українську мову це слово можна перекласти як «богатирський напій», «вода богатирів». Нарзан уважався джерелом сили племені, що колись нібито жило на Північному Кавказі, — нарти.